# Targa Florio 1932

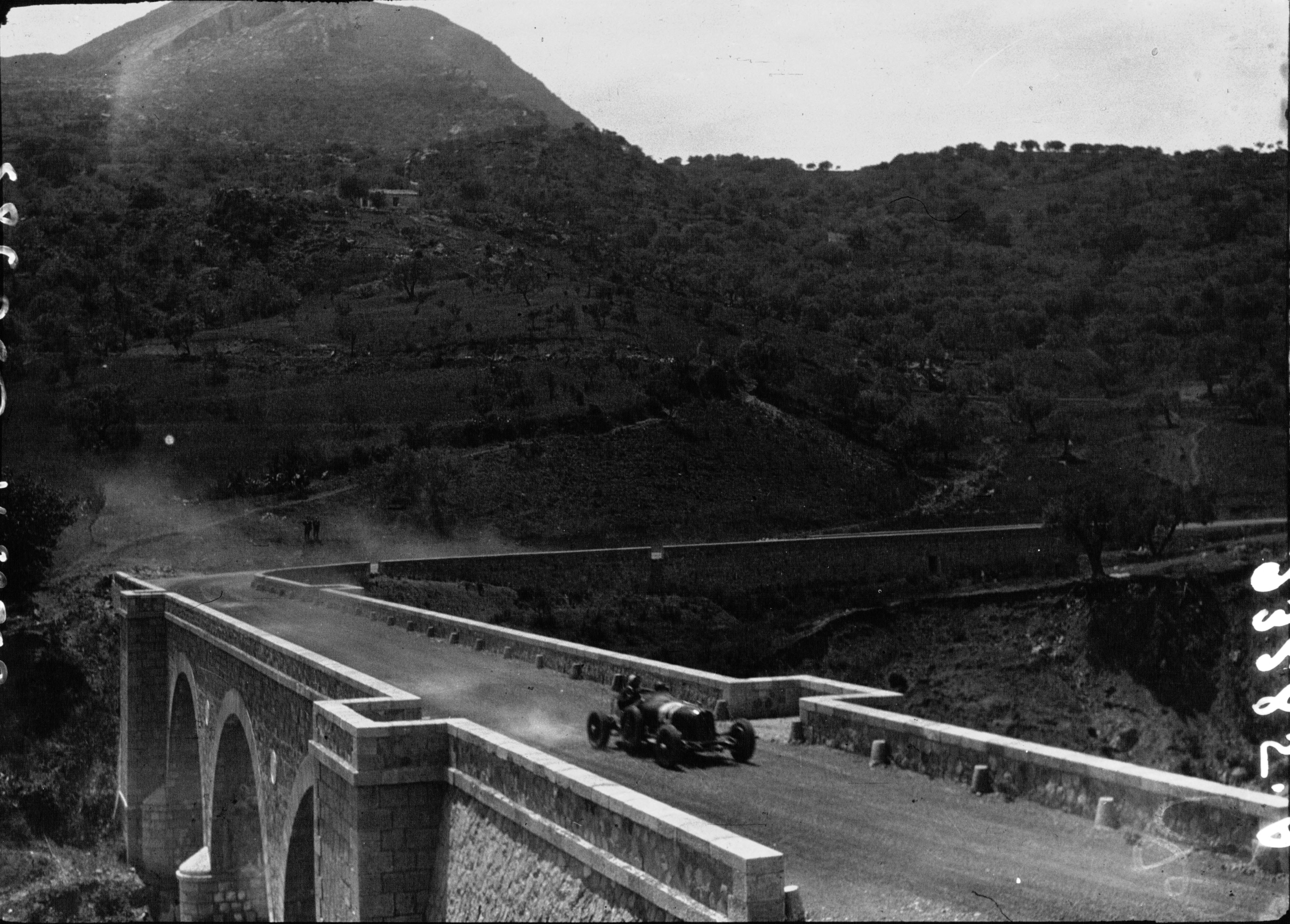
Tazio Nuvolari bei seiner Siegesfahrt

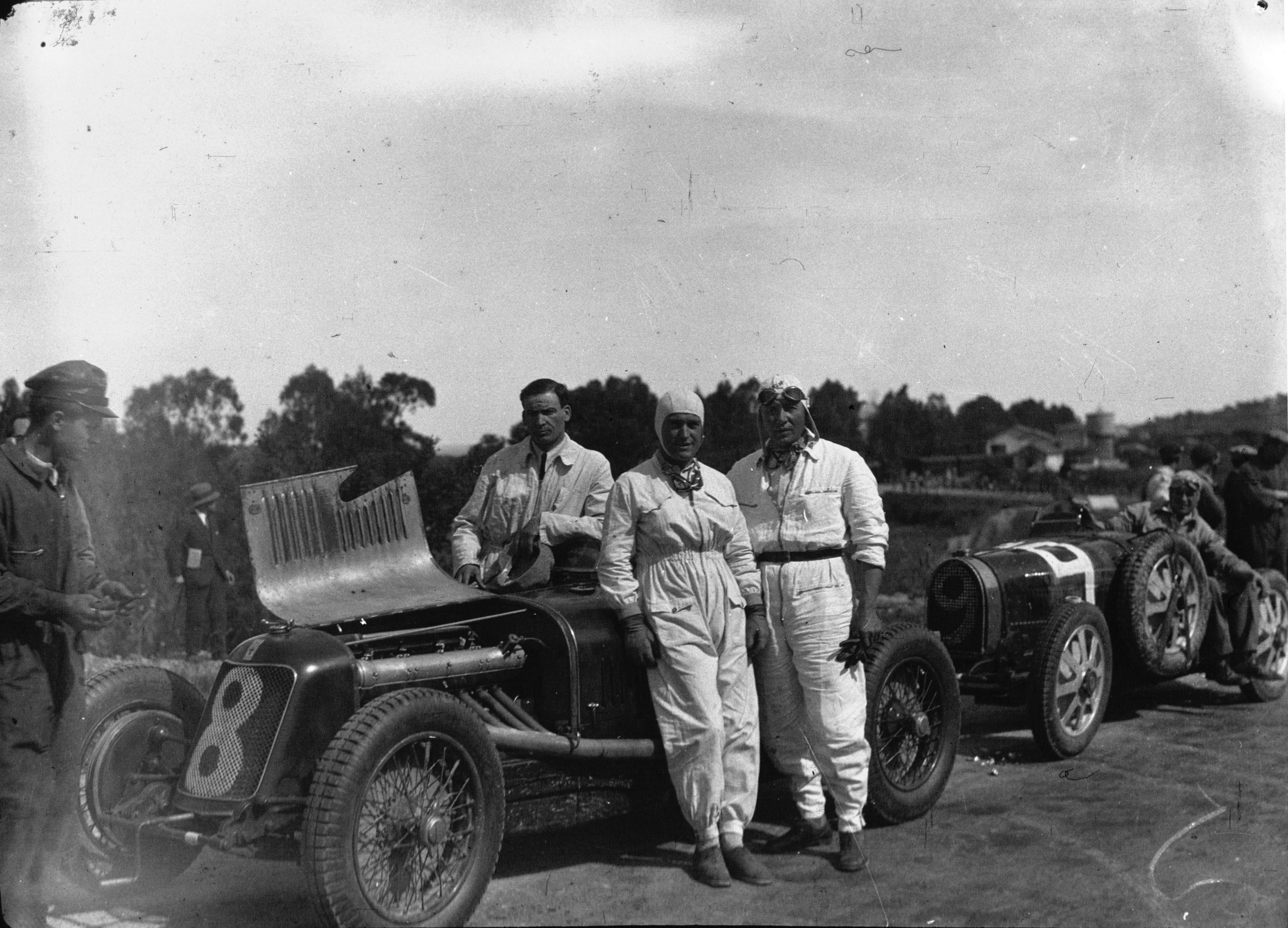
Die beiden Maserati-Werkspiloten Amedeo Ruggeri und Luigi Fagioli

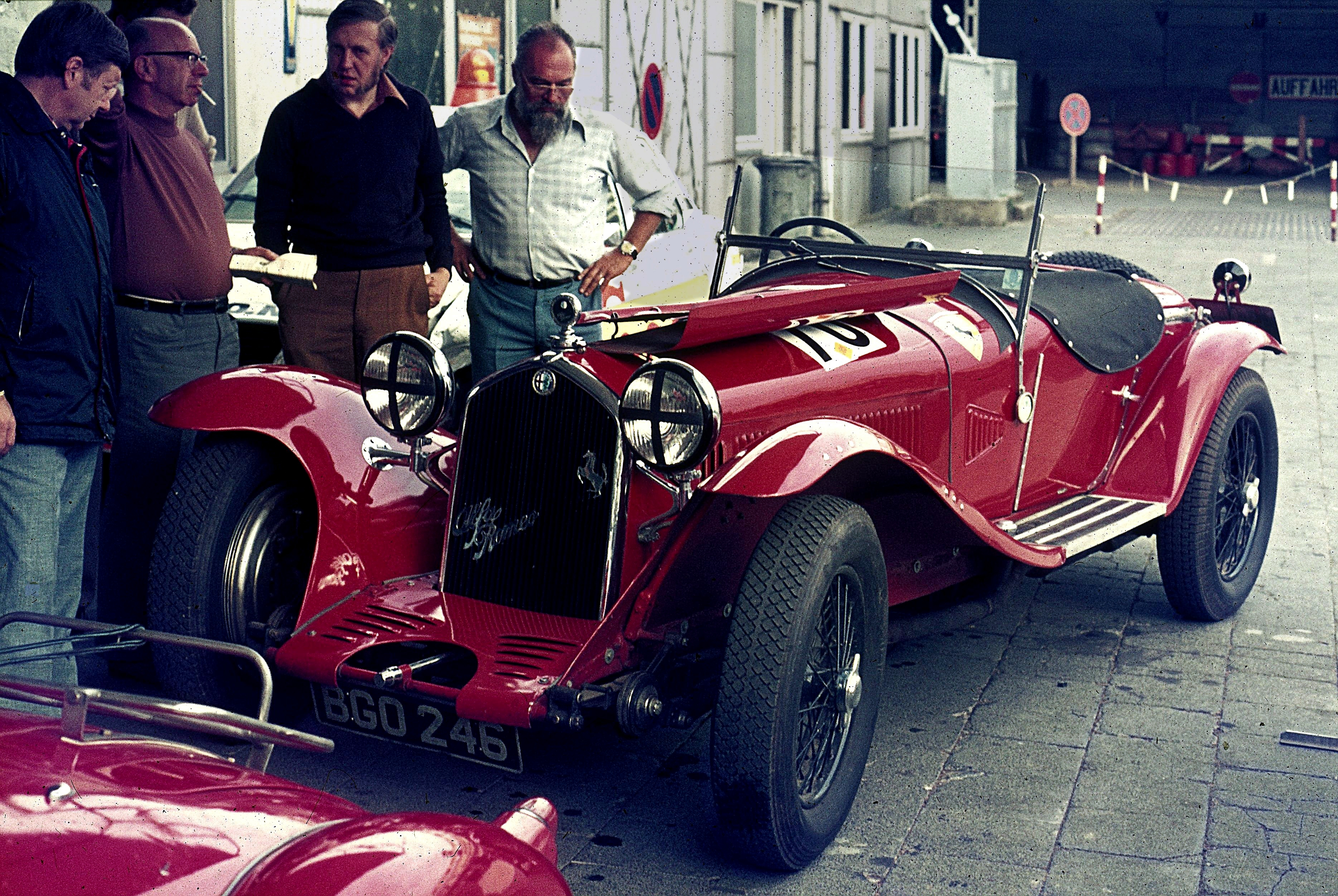
Alfa Romeo 8C 2300 der Scuderia Ferrari

Die 23. Targa Florio, auch XXIII Targa Florio, auf Sizilien war ein Rundstreckenrennen über acht Runden mit einer Gesamtdistanz von 576 Kilometern auf dem Piccolo circuito delle Madonie. Es wurde auf abgesperrten, sonst öffentlichen Straßen ausgetragen und fand am 8. Mai 1932 statt.

## Das Rennen
1932 änderte der Gründer der Targa Florio, Vincenzo Florio, die Streckenführung wesentlich. Durch Verkürzung des bisherigen Streckenverlaufs entstand die klassische Runde der Piccola Madonie. Die Strecke führte gegen den Uhrzeigersinn vom Startplatz in Cerda im Westen, vorbei am 500 Meter hoch gelegenen Caltavuturo im Süden hinab ins Tal, in dem heute eine Autobahn verläuft, über 600 Meter hoch gelegene Bergstraßen, in einer Spitzkehre durch Collesano im Osten, hinab nach Campofelice di Roccella, von wo die Wagen auf der Buonfornello-Geraden am Meer entlang fuhren. Eine Runde hatte 72 km und wurde achtmal absolviert, wobei die Fahrzeuge einzeln im 20-Sekunden-Takt gestartet wurden. Mit wenigen Ausnahmen wurde diese Strecke bis 1977, als die letzte Targa veranstaltet wurde, befahren.
1932 gewann Tazio Nuvolari deutlich; er führte vom Start weg das Rennen an und siegte mit einem Vorsprung von sechs Minuten auf seinem Teamkollegen Baconin Borzacchini. Der Runde bei der Durchschnittsgeschwindigkeit mit 79.296 km/h sollte 20 Jahre Bestand haben. Erst Felice Bonetto übertraf auf einer Lancia Aurelia B20 1952 diese Marke.

## Ergebnisse

### Schlussklassement
| 1               | Categoria Corsa senza Limiti | 10 | Scuderia Ferrari             | Tazio Nuvolari               | Alfa Romeo 8C 2300       | 7:15:50,600 |
| 2               | Categoria Corsa senza Limiti | 6  | Scuderia Ferrari             | Baconin Borzacchini          | Alfa Romeo 8C 2300       | 7:21:29,800 |
| 3               | Categoria Corsa senza Limiti | 5  | Louis Chiron & Achille Varzi | Louis Chiron Achille Varzi   | Bugatti Type 51          | 7:35:20,600 |
| 4               | Categoria Corsa senza Limiti | 13 | Scuderia Ferrari             | Pietro Ghersi Antonio Brivio | Alfa Romeo 8C 2300       | 7:38:05,000 |
| 5               | Categoria Corsa senza Limiti | 8  | Officine Alfieri Maserati    | Amedeo Ruggeri               | Maserati 8C 2800         | 7:50:16,400 |
| 6               | Categoria Corsa senza Limiti | 3  | Silvio Rondina               | Silvio Rondina               | OM 665                   | 8:39:38,000 |
| Ausgefallen     |                              |    |                              |                              |                          |             |
| 7               | Categoria Corsa senza Limiti | 14 | Emanuele de Maria            | Emanuele de Maria            | Fiat 509                 |             |
| 8               | Categoria Corsa senza Limiti | 14 | Scuderia Ferrari             | Antonio Brivio               | Alfa Romeo 8C 2300 Monza |             |
| 9               | Categoria Corsa senza Limiti | 9  | Archimede Rosa               | Archimede Rosa               | Bugatti Type 35B         |             |
| 10              | Categoria Corsa senza Limiti | 11 | Clemente Biondetti           | Clemente Biondetti           | MB Speciale              |             |
| 11              | Categoria Corsa senza Limiti | 1  | Scuderia Ferrari             | Guido d’Ippolito             | Alfa Romeo 6C 1750       |             |
| 12              | Categoria Corsa senza Limiti | 12 | Carlo Cazzaniga              | Carlo Cazzaniga              | Bugatti Type 37A         |             |
| 13              | Categoria Corsa senza Limiti | 7  | Officine Alfieri Maserati    | Luigi Fagioli                | Maserati 26M             |             |
| 14              | Categoria Corsa senza Limiti | 5  | Ettore Bugatti               | Achille Varzi                | Bugatti Type 51          |             |
| 15              | Categoria Corsa senza Limiti | 16 | Armando Sartorelli           | Armando Sartorelli           | Bugatti Type 37A         |             |
| Nicht gestartet |                              |    |                              |                              |                          |             |
| 16              | Categoria Corsa senza Limiti | 15 | Vincenzo Sciamba             | Vincenzo Sciamba             | Fiat 509                 | 1           |
| 17              | Categoria Corsa senza Limiti |    | Officine Alfieri Maserati    | Ernesto Maserati             | Maserati 8C 2300         | 2           |

1 nicht gestartet
2 nicht gestartet

### Nur in der Meldeliste
Hier finden sich Teams, Fahrer und Fahrzeuge, die ursprünglich für das Rennen gemeldet waren, aber nicht daran teilnahmen.
| Pos. | Klasse                       | Nr. | Team                | Fahrer              | Chassis            |
| ---- | ---------------------------- | --- | ------------------- | ------------------- | ------------------ |
| 18   | Categoria Corsa senza Limiti |     | Di Castro           | Di Castro           | OM                 |
| 19   | Categoria Corsa senza Limiti |     | Costantino Magistri | Costantino Magistri | OM                 |
| 20   | Categoria Corsa senza Limiti |     | Franco Cortese      | Franco Cortese      | Alfa Romeo 6C 1750 |
| 20   | Categoria Corsa senza Limiti |     | Secondo Corsi       | Secondo Corsi       | Maserati 26        |

### Klassensieger
| Klasse                       | Fahrer         | Fahrzeug           | Platzierung im Gesamtklassement |
| ---------------------------- | -------------- | ------------------ | ------------------------------- |
| Categoria Corsa senza Limiti | Tazio Nuvolari | Alfa Romeo 8C 2300 | Gesamtsieg                      |

### Renndaten
- Gemeldet: 20
- Gestartet: 15
- Gewertet: 6
- Rennklassen: 1
- Zuschauer: unbekannt
- Wetter am Renntag: warm und trocken
- Streckenlänge: 72,000 km
- Fahrzeit des Siegerteams: 7:15:50,600
- Gesamtrunden des Siegerteams: 8
- Gesamtdistanz des Siegerteams: 576,000 km
- Siegerschnitt: 79,296 km/h
- Schnellste Trainingszeit: keine
- Schnellste Rennrunde: Tazio Nuvolari - Alfa Romeo 6C 2300 (#10) – 52:56,600 = 81,596 km/h
- Rennserie: zählte zu keiner Rennserie